# Данизи
Данизи́ (фр. Danizy) — коммуна во Франции, находится в регионе Пикардия. Департамент коммуны — Эна. Входит в состав кантона Тернье. Округ коммуны — Лан.
Код INSEE коммуны — 02260.

## Население
Население коммуны на 2010 год составляло 569 человек.
| 1962 | 1968 | 1975 | 1982 | 1990 | 1999 | 2010 |
| ---- | ---- | ---- | ---- | ---- | ---- | ---- |
| 484  | 492  | 586  | 619  | 560  | 560  | 569  |

## Экономика
В 2010 году среди 344 человек трудоспособного возраста (15—64 лет) 234 были экономически активными, 110 — неактивными (показатель активности — 68,0 %, в 1999 году было 60,3 %). Из 234 активных жителей работали 197 человек (105 мужчин и 92 женщины), безработных было 37 (17 мужчин и 20 женщин). Среди 110 неактивных 24 человека были учениками или студентами, 38 — пенсионерами, 48 были неактивными по другим причинам.